# De zonen van Van As
De zonen van Van As is een komische televisieserie van VTM. Het is een productie van R.V. Productions, die voor dezelfde zender ook al De Kotmadam en Lili en Marleen maakte.

## Productie
In maart 2011 werd bekendgemaakt dat Jaak Van Assche de titelrol zou gaan spelen in een nieuwe komische serie voor VTM. Meteen daarna werden de andere rollen ingevuld en bleek dat men kon gaan rekenen op een topcast met onder meer Carry Goossens, Jan Van Looveren, Peter Thyssen, Peter Van den Eede, Ben Segers en Tania Kloek. De opnames liepen van 13 april tot 15 juli 2011 en omvatten 13 afleveringen, die werden uitgezonden in het voorjaar van 2012.
Op 24 april 2012 kondigde hoofdrolspeler Jaak Van Assche aan dat er wegens goede kijkcijfers wellicht een tweede seizoen zou worden opgenomen, waarop producent René Vlaeyen reageerde dat er inderdaad onderhandelingen lopende waren, maar er nog niets was beslist. Op 23 juli 2012 herhaalde acteur Jan Van Looveren de mogelijke komst van een vervolg, waarna het bericht op 27 november 2012 uiteindelijk officieel werd bevestigd. De opnames liepen in de zomer van 2013 en de 13 nieuwe afleveringen werden uitgezonden in het voorjaar van 2014. 
In de zomer van 2015 werd een derde seizoen opgenomen van 13 afleveringen, dat in het voorjaar van 2017 werd uitgezonden. Een vierde reeks van 13 afleveringen werd uitgezonden in het voorjaar van 2018. Een vijfde reeks werd opgenomen in de zomer van 2019 en wordt uitgezonden in de winter van 2020. 
Op 21 december 2020 werd bekendgemaakt dat de vijfde jaargang de laatste zal zijn.
In 2022 werd de langspeelfilm De zonen van Van As - De cross gemaakt en uitgebracht in de Belgische bioscoopzalen als afsluiter van de serie.

## Verhaal
Frans Van As leidt al zijn hele leven een firma in afbraakwerken, maar beseft niet dat andere tijden om andere regels vragen. Hij moet gedwongen met pensioen, maar ziet geen van zijn zonen in staat om het familiebedrijf over te nemen. Uiteindelijk zet Frans dan toch een stap opzij en komt Eddy, eigenlijk de minst bekwame zoon, aan de leiding. Hij wil meteen een aantal grondige veranderingen doorvoeren, maar dat blijkt gemakkelijker gezegd dan gedaan.

## Rolverdeling

### Hoofdrollen
| Personage                  | Gespeeld door      | Seizoen              | Seizoen              | Seizoen              | Seizoen              | Seizoen  |
| Personage                  | Gespeeld door      | 1                    | 2                    | 3                    | 4                    | 5        |
| -------------------------- | ------------------ | -------------------- | -------------------- | -------------------- | -------------------- | -------- |
| Frans Van As               | Jaak Van Assche    | Hoofdrol             | Hoofdrol             | Hoofdrol             | Hoofdrol             | Hoofdrol |
| Eddy Van As                | Jan Van Looveren   | Hoofdrol             | Hoofdrol             | Hoofdrol             | Hoofdrol             |          |
| Herman Van As              | Peter Thyssen      | Hoofdrol             | Hoofdrol             | Hoofdrol             | Hoofdrol             | Hoofdrol |
| Martine Baels              | Tania Kloek        | Hoofdrol             | Hoofdrol             | Hoofdrol             | Hoofdrol             | Hoofdrol |
| Rita                       | Els Béatse         | Hoofdrol             | Hoofdrol             | Hoofdrol             | Hoofdrol             | Hoofdrol |
| Frakke                     | Carry Goossens     | Hoofdrol             | Hoofdrol             | Hoofdrol             | Hoofdrol             | Hoofdrol |
| Jean-Pierre "Jempie" Dirix | Peter Van den Eede | Hoofdrol             | Hoofdrol             | Hoofdrol             |                      |          |
| Dick Raymaeckers           | Ben Segers         | Hoofdrol             | Hoofdrol             | Hoofdrol             | Hoofdrol             | Hoofdrol |
| Linde Van As               | Rilke Eyckermans   | Terugkerende gastrol | Terugkerende gastrol | Terugkerende gastrol | Hoofdrol             | Hoofdrol |
| Kevin Van As               | Jonas Van Geel     | Terugkerende gastrol | Terugkerende gastrol |                      | Terugk. gastrol      | Hoofdrol |
| Jan "Bambi" Baels          | Wouter Bruneel     |                      |                      | Terugk. gastrol      | Hoofdrol             | Hoofdrol |
| Belinda                    | Maaike Cafmeyer    |                      |                      | Terugkerende gastrol | Terugkerende gastrol | Hoofdrol |
| Jean "Zjang" De Pesser     | Sam Louwyck        |                      |                      |                      | Terugk. gastrol      | Hoofdrol |
| Dimitri Brepols            | Sid Van Oerle      |                      |                      |                      | Terugk. gastrol      | Hoofdrol |
| Bilal Tekin                | Gökhan Girginol    |                      |                      |                      |                      | Hoofdrol |

### Terugkerende gastrollen
- Liesa Naert als Gitte (seizoen 1)
- Dirk Van Dijck als Victor Brepols (seizoen 1, 2, 3, 4, 5)
- Axel Daeseleire als Rafaël Kliefhout (seizoen 1, 2, 4, 5)
- Bo Bojoh als Maïda (seizoen 1, 2, 3, 4)
- Hilde Van Haesendonck als Marilou (seizoen 1, 2, 3, 4, 5)
- Bert Huysentruyt als Pol Dox (seizoen 1, 4, 5)
- Michael Vergauwen als Valère Dox (seizoen 1, 4, 5)
- Steven Boen als Wouter (seizoen 1)
- Jos Van Geel als Stan (seizoen 1)
- Arend Pinoy als Fré (seizoen 1)
- Eric Kerremans als Politieman (seizoen 1, 2)
- Tom Audenaert als Slimme (seizoen 2)
- Bert Cosemans als Ludo Rombouts (seizoen 2)
- Günther Lesage als Rechercheur (seizoen 2)
- Ianthe Tavernier als Britt (seizoen 2)
- Eva Binon als Gina (seizoen 2)
- Annelies Boel als Iris (seizoen 2)
- Joren Seldeslachts als Jasper (seizoen 2, 3)
- Sven De Ridder als Daan Renders (seizoen 2, 3, 4)
- Anna Tenta als Valentina Kostiac (seizoen 2, 3, 4)
- Verona Verbakel als Marilyn (seizoen 3)
- Ludo Hoogmartens als Jos Broeckx (seizoen 3, 4, 5)
- David Michiels als André (seizoen 3, 4, 5)
- Vincent Van Sande als Tuur (seizoen 4)
- Tom Van Bauwel als Jean-Jacques Vergucht (seizoen 4, 5)
- Lut Hannes als Joske (seizoen 4)
- Arminé Telimi als Loretta (seizoen 4)
- Yemi Oduwale als William (seizoen 4)
- Laura Vanderbiest als Daisy (seizoen 5)
- Charlotte Timmers als Kelly (seizoen 5)
- Tania Van der Sanden als Joske (seizoen 5)
- Veerle Eyckermans als Constance (seizoen 5)
- Annick Christiaens als Cindy Calleeuw (seizoen 5)
- Tatyana Beloy als Zoë (seizoen 5)

### Eenmalige gastoptredens
Seizoen 1
Tanya Zabarylo (Tina), Ireen Beke (Politievrouw), Bart Dauwe (Politieman), Sam Bogaerts (Marcel), Hans Van den Stock (Bart Dereyne), Leslie De Gruyter (Dokter), Lea Van Dessel (Verpleegster), Erwin Vervoort (Meneer Dampré), Kurt Even (Vriend van Victor), Frederik Huys (Tom), Arne Focketyn (Arne), Erico Salamone (Michel), Yves Degen (Jacques Dubroux), Sura Dohnke (Amelie), Eddy Faus (Cohen), Geert Vermeulen (Dré), Mark Tijsmans (Jos Gepts), François Beukelaers (Vader Gepts), Robby Cleiren (Valère), Serge Decafmeyer (Werknemer), Antoine Janssens (Werknemer), Sabina Kindermans (Zangeres), Walter Quartier (Zanger), Hans Ligtvoet (Maurits), Luc Van Duyse (Hoerenloper), Koen Van Impe (Priester) en Gerd De Ley (Chauffeur).
Seizoen 2
Eddy Vereycken (Tura), Tim David (Wimmeke), Gilles de Schryver (Vriend van Wimmeke), Robrecht Vanden Thoren (Vriend van Wimmeke), Jef Aendenboom (Zoon van Ludo), Marijke Hofkens (Greta De L'Arbre), Alexander Savanelli (Pooier), Sergiy Isakov (Pooier), Hilde De Baerdemaeker (Caféklant), Herman Boets (Archeoloog), Rudy Meuws (Taxateur), Manou Kersting (Plitter), Bob De Moor (Controleur), Michel Van Dousselaere (Daniel De Boeck),Walter De Groote (Herwig), Katelijne Verbeke (Brechtje), Joke De Winde (Prostituee), Lilli Lorvi (Prostituee), Bart Slegers (Mark), Stefaan Degand (Müller) en Reinhilde Decleir (Rozette).
Seizoen 3
Wim Peeters (Chauffeur), Joke Raes (Secretaresse), Ben Van Hoof (Leo Maddens), Eric Baranyanka (Pepe Moluku), Dirk Van Vooren (Controleur), Marc Van Heurck (Controleur), Jan Van Hecke (Hendrickx), Koen Swanenberg (Parmentier), Krijn Hermans (Villa-eigenaar) en anderen.
Seizoen 4
Han Coucke (Smurfke), Dille Mazouni (Gangster), Frederic Van Zandycke (Gangster), Miel Van Hasselt (Vertegenwoordiger), Mark Stroobants (Pauwels), Karel Vingerhoets (Eddy "Snuiske" Witters), Ellen Verest (Sonja), Alain Van Goethem (Tony Albers), Leo Achten (Emiel Raepers), Hans Van Cauwenberghe (Brandweercommandant), Joke De Bruyn (Bewoonster), Marie Bertrands (Chloé), Pieter Bamps (Politieman), Adrian Sack (Dingbang Xu), Aminata Demba (Poetsvrouw), Marc Boon (Journalist), Gert Portael (Poetsvrouw), Vincenzo De Jonghe (Inspecteur), Dirk Gunther Mohr (Roland), Enora Oplinus (Zigeunerin), Rudy Meuws (Schatter), Kürt Rogiers (Kürt Rogiers), Dirk Van Vaerenbergh (Stevie), Thomas Prudhomme (Ambulancier), Anik Vandercruyssen (Verpleegster), Tom Ternest (Dokter) en  Hans Peter Janssens (Roger).
Seizoen 5
Peter De Graef (Felix Verbist), Rik Willems (Ronny), Willy Thomas (Gerechtsdeurwaarder), Peter Connelly (Rick Wilson), Janna Fassaert (Amy Cooke), Warre Borgmans (Ludo Lemmens), Wout Sels (Tom Lemmens), Daisy Ip (Sung Si), Pepijn Caudron (Bakker), Frank Dierens (Eigenaar brievenbus), Briek Lesage (Interimmer), Niels Nijsmans (Paco), Han Coucke (Smurfke), Victor Peeters (Controleur), Thomas De Wit (Controleur), Inge Paulussen (Inneke), Adriaan Van den Hoof (Rudi Baels), Rudy Morren (Marcel), Kristof Coenen (Autohandelaar), Ernst Löw en anderen.

## Afleveringen

### Seizoen 1
| Nr. | Eerste uitzending | Live-kijkers | Marktaandeel | Code |
| --- | ----------------- | ------------ | ------------ | ---- |
| 1   | 23 maart 2012     | 768.665      | 33,50 %      | 1.01 |
| 2   | 30 maart 2012     | 778.429      | 33,32 %      | 1.02 |
| 3   | 6 april 2012      | 637.967      | 29,44 %      | 1.03 |
| 4   | 13 april 2012     | 679.491      | 31,27 %      | 1.04 |
| 5   | 20 april 2012     | 801.357      | 36,61 %      | 1.05 |
| 6   | 27 april 2012     | 706.110      | 31,60 %      | 1.06 |
| 7   | 4 mei 2012        | 688.432      | 30,53 %      | 1.07 |
| 8   | 11 mei 2012       | 650.091      | 30,47 %      | 1.08 |
| 9   | 18 mei 2012       | 663.588      | 28,98 %      | 1.09 |
| 10  | 25 mei 2012       | 394.446      | 23,31 %      | 1.10 |
| 11  | 1 juni 2012       | 716.850      | 31,43 %      | 1.11 |
| 12  | 8 juni 2012       | 581.909      | 27,90 %      | 1.12 |
| 13  | 15 juni 2012      | 718.104      | 30,20 %      | 1.13 |

### Seizoen 2
| Nr. | Eerste uitzending | Live-kijkers | Marktaandeel | Code |
| --- | ----------------- | ------------ | ------------ | ---- |
| 14  | 19 maart 2014     | 752.865      | 28,45%       | 2.01 |
| 15  | 26 maart 2014     | 703.147      | 25,88%       | 2.02 |
| 16  | 2 april 2014      | 681.743      | 28,50%       | 2.03 |
| 17  | 9 april 2014      | 633.662      | 25,76%       | 2.04 |
| 18  | 16 april 2014     | 703.014      | 27,85%       | 2.05 |
| 19  | 23 april 2014     | 613.740      | 24,78%       | 2.06 |
| 20  | 30 april 2014     | 656.048      | 26,55%       | 2.07 |
| 21  | 7 mei 2014        | 652.668      | 26,18%       | 2.08 |
| 22  | 14 mei 2014       | 694.010      | 27,24%       | 2.09 |
| 23  | 21 mei 2014       | 664.917      | 26,52%       | 2.10 |
| 24  | 28 mei 2014       | 617.582      | 27,41%       | 2.11 |
| 25  | 4 juni 2014       | 738.624      | 28,18%       | 2.12 |
| 26  | 4 juni 2014       | 816.095      | 30,98%       | 2.13 |

### Seizoen 3
| Nr. | Eerste uitzending | Live-kijkers | Marktaandeel | Code |
| --- | ----------------- | ------------ | ------------ | ---- |
| 27  | 26 februari 2017  | 598.027      |              | 3.01 |
| 28  | 5 maart 2017      | 590.426      |              | 3.02 |
| 29  | 12 maart 2017     | 604.075      |              | 3.03 |
| 30  | 19 maart 2017     | 663.365      |              | 3.04 |
| 31  | 26 maart 2017     | 571.809      |              | 3.05 |
| 32  | 2 april 2017      | 536.474      |              | 3.06 |
| 33  | 9 april 2017      | 484.044      |              | 3.07 |
| 34  | 16 april 2017     | 496.040      |              | 3.08 |
| 35  | 23 april 2017     | 571.160      |              | 3.09 |
| 36  | 30 april 2017     | 522.765      |              | 3.10 |
| 37  | 7 mei 2017        | 555.937      |              | 3.11 |
| 38  | 14 mei 2017       | 565.583      |              | 3.12 |
| 39  | 21 mei 2017       | 556.276      |              | 3.13 |

### Seizoen 4
| Nr. | Eerste uitzending | Live-kijkers | Marktaandeel | Code |
| --- | ----------------- | ------------ | ------------ | ---- |
| 40  | 7 februari 2018   | 660.062      |              | 4.01 |
| 41  | 14 februari 2018  | 514.233      |              | 4.02 |
| 42  | 21 februari 2018  | 493.966      |              | 4.03 |
| 43  | 28 februari 2018  | 687.887      |              | 4.04 |
| 44  | 7 maart 2018      | 537.966      |              | 4.05 |
| 45  | 14 maart 2018     | 430.732      |              | 4.06 |
| 46  | 21 maart 2018     | 560.007      |              | 4.07 |
| 47  | 28 maart 2018     | 520.601      |              | 4.08 |
| 48  | 4 april 2018      | 480.865      |              | 4.09 |
| 49  | 11 april 2018     | 530.729      |              | 4.10 |
| 50  | 18 april 2018     | 442.192      |              | 4.11 |
| 51  | 25 april 2018     | 406.561      |              | 4.12 |
| 52  | 3 mei 2018        | 483.419      |              | 4.13 |

### Seizoen 5
| Nr. | Eerste uitzending | Titel             | Live-kijkers | Marktaandeel | Code |
| --- | ----------------- | ----------------- | ------------ | ------------ | ---- |
| 53  | 15 november 2020  | Eddy’s aquarium   | 568.365      |              | 5.01 |
| 54  | 22 november 2020  | De Wurlitzer      | 556.397      |              | 5.02 |
| 55  | 29 november 2020  | Het poolhouse     | 549.048      |              | 5.03 |
| 56  | 6 december 2020   | Bambi On Board    | 524.143      |              | 5.04 |
| 57  | 13 december 2020  | De jobstudent     | 561.013      |              | 5.05 |
| 58  | 20 december 2020  | Sung Si           | 572.753      |              | 5.06 |
| 59  | 27 december 2020  | Kelly             | 527.915      |              | 5.07 |
| 60  | 3 januari 2021    | Federale Controle | 612.770      |              | 5.08 |
| 61  | 10 januari 2021   | Burn-Out          | 580.097      |              | 5.09 |
| 62  | 17 januari 2021   | Twee Chinezen     | 546.297      |              | 5.10 |
| 63  | 24 januari 2021   | Op De Poef        | 554.446      |              | 5.11 |
| 64  | 31 januari 2021   | Rijverbod         | 485.034      |              | 5.12 |
| 65  | 7 februari 2021   | Aandelendans      | 617.985      |              | 5.13 |

## Trivia
- Oorspronkelijk was Barbara Sarafian gevraagd om de rol van Rita te vertolken, maar zij moest verstek geven omdat ze het op dat moment te druk had met andere projecten.
- Tijdens de opnames voor het eerste seizoen kwam acteur Carry Goossens zwaar ten val. Hij was daardoor enkele weken out, maar door een verschuiving in de opnameplanning was daar nauwelijks iets van merkbaar. Ook bij de opnames van het tweede seizoen verwondde Goossens zich op de set: tijdens een hete zomerdag verbrandde hij zijn lichaam aan de roofing van een dak waarop zijn personage aan het werk was.
- In het tweede seizoen speelde acteur Michel Van Dousselaere een gastrol als schepen. Zijn personage zou in het derde seizoen weer worden opgepikt in de terugkerende rol van burgemeester. Toen bij Van Dousselaeres eerste opname voor het derde seizoen bleek dat zijn acteervermogen door een chronische ziekte was afgenomen, werd hij vervangen door Ludo Hoogmartens.